# 117e division de fusiliers de la Garde
Pour les articles homonymes, voir 117e division.
La 117e division de fusiliers de la Garde est une division d'infanterie de la Garde soviétique, ayant combattu pendant la Seconde Guerre mondiale. Créée en 1943, elle continue d'exister après 1945 sous différents noms. Elle devient un centre d'entraînement en 1987 puis passe sous la juridiction de l'Ukraine devenue indépendante en 1992. Elle devient en 2000 la 62e brigade mécanisée de la Garde, puis en 2004 la 26e brigade d'artillerie de la Garde.

## Historique
La division est formée en octobre 1943 à partir des 8e brigade de fusiliers de la Garde, 81e brigade de fusiliers marins et 107e brigade de fusiliers (chacune devenant des régiments), le premier engagement au combat de l'unité est lors de l'opération Kertch-Eltigen en novembre 1943. Recomplétée, la division est transférée en décembre 1943 au premier front ukrainien, participant en son sein à l'offensive Jitomir–Berditchev (décembre 1943), à la prise de Berditchev en janvier 1944 (d'où le titre honorifique de Бердичевская), à l'offensive Dniepr-Carpates et la prise de Ternopol en avril 1944, à l'offensive Lvov-Sandomir en juillet, puis à la défense de la tête de pont de Sandomir.
Elle participe ensuite à l'offensive Vistule-Oder en janvier 1945 ; durant la nuit du 26 janvier 1945, elle atteint l'Oder au nord de Steinau (aujourd'hui Ścinawa) et crée immédiatement une tête de pont sur la rive gauche. En février, elle participe à l'offensive de Basse-Silésie, prenant Sprottau (Szprotawa), Sorau (Żary) et atteignant la Neisse à Forst. En avril 1945, la division participe à la bataille de Berlin, perçant vers Cottbus, puis prenant Lübben, Zossen, Beelitz et Luckenwalde (en Brandebourg) pour être dirigé vers le Sud de Berlin, par Trebbin, Rangsdorf et Marienfelde (elle reçoit pour cela l'ordre de Bogdan Khmelnitski). Elle termine la guerre en contribuant à l'offensive Prague, passant par Plasy et Pilsen pour s'arrêter à Krummnußbaum (en Autriche).
Le 19 août 1945, la division s'installe dans la caserne de Berditchev. En fin d'année, elle est équipée avec assez de véhicules blindés pour être renommée la 32e division mécanisée de la Garde. En juin 1957, elle devient la 41e division de chars de la Garde, avec triplement de ses régiments de chars. En janvier 1965, elle retrouve son numéro avec le nom de 117e division de chars de la Garde. En novembre 1968, elle devient une unité-cadre (en sous-effectif, qui doit être complétée en cas de mobilisation) sous le nom de 117e division de chars d'entrainement de la Garde ; elle est renommée en septembre 1987 119e centre d'entraînement de la Garde.
Le centre devient ukrainien le 3 janvier 1992 ; il est dissous pour former la 62e brigade mécanisée en décembre 2000, puis le 30 octobre 2004 cette unité d'infanterie mécanisée est transformée en 26e brigade d'artillerie, récupérant plusieurs unités d'artillerie du 8e corps d'armée.